# Вільям Дюрант
Вільям Дюрант (англ. William Crapo "Billy" Durant; 8 Грудня 1861 — 18 Березня 1947) — один із засновників автомобільної промисловості США. Співзасновник компаній Chevrolet та General Motors.

## Життєпис
Дюрант народився в Бостоні, штат Массачусетс в заможній сім'ї французького походження Вільяма Кларка Дюранта і Ребекки Фольгер Крейпо. Його мати, Ребекка, була дочкою губернатора штату Мічиган Генрі Крапо. Вільям покинув середню школу, щоб працювати на лісопильні свого діда. Він почав працювати як продавець сигар у Флінті, штат Мічиган, і згодом став займатися продажем карет.
У 1886 році Дюрант у співпраці з Йосієм Далласом Дортом заснував компанію Flint Road Cart Company, яка незабаром перетворила дві тисячі доларів стартового капіталу в компанію з двома мільонами доларів продажів. До 1890 року компанія Durant-Dort Carriage, що базувалась у Флінті, стала провідним виробником екіпажів, а до початку XX століття була найбільшою в США.
До 1900 року деякого поширення в США отримали саморушні екіпажі, проте ціна на них була високою, а їх якість низькою. Дюрант спочатку вважав автомобілі гучними і небезпечними, і навіть одного разу не дозволив дочці покататися на одному з них.
У 1904 році Дюрант, проїхавшись на автомобілі Buick вулицями Флінта, прийняв пропозицію власника компанії і став його керівником. Йому належало побудувати автомобільну промисловість практично з нуля. Дюрант почав з автомобільної виставки в Нью-Йорку, після якої він отримав замовлення на 1108 автомобілів, при тому, що до цього моменту було створено лише 37 машин цієї марки. У 1908 році автомобілі Дюранта були найбільш продаваними. У Дюранта і його головного конкурента Генрі Форда були принципово різні погляди на ведення бізнесу. Форд робив ставку на одну доступну за ціною модель автомобіля, Ford Model T. У той час як Дюрант по своєму багатому досвіду торгівлі екіпажами вважав, що краще пропонувати покупцям кілька моделей в залежності від їх доходу і смаку.
16 вересня 1908 року Дюрант заснував корпорацію General Motors, яка об'єднала 13 виробників автомобілів, таких як Buick, Oldsmobile, Cadillac, Oakland, Elmore, та інших, а також ще 10 виробників запчастин та аксесуарів. Однак до 1911 року корпорація зазнавала збитків, програючи конкуренцію компанії Форда. Група бостонських акціонерів поклала провину на Дюранта і відсторонила його від керівництва.
3 листопада 1911 року Дюрант разом з автогонщиком Луї Шевроле заснував нову автомобільну компанію Chevrolet, яка завдяки новим економічним автомобілям зуміла захопити більшу частину авторинку. У 1915 році Дюрант викупив частку свого партнера, а через рік продав частину акцій Chevrolet і купив акції General Motors, тим самим повернувши собі посаду керуючого корпорації.
Після повернення в General Motors Дюрант втратив інтерес до автомобільного бізнесу і захопився грою на Уолл-стріт. У 1920 році рада директорів General Motors домоглася відставки Дюранта з посади керуючого, викупивши частку його акцій. У 1921 році він заснував автомобільну компанію Durant Motors, яка не змогла отримати значного успіху і закрилася через 10 років. До 1936 року 75 річний Дюрант був банкрутом. Він помер в 1947 році.